# Biesheim
Biesheim (elsässisch Biese) ist eine französische Gemeinde mit 2519 Einwohnern (Stand 1. Januar 2022) im Département Haut-Rhin in der Region Grand Est (bis 2015 Elsass).  Die Gemeinde gehört zum Arrondissement Colmar-Ribeauvillé und zum Gemeindeverband Communauté de communes Alsace Rhin Brisach. Die Bewohner werden Biesheimois und Biesheimoises genannt.
Die Gemeinde erhielt 2022 die Auszeichnung „Zwei Blumen“, die vom Conseil national des villes et villages fleuris (CNVVF) im Rahmen des jährlichen Wettbewerbs der blumengeschmückten Städte und Dörfer verliehen wird.

## Geographie
Die elsässische Gemeinde erstreckt sich in der Ebene westlich des Oberrheins, der hier die Staatsgrenze zu Deutschland (bzw. Baden-Württemberg) bildet. Die Ortschaft liegt etwa ein Kilometer westlich des Rheins gegenüber von Breisach am Rhein, jeweils etwa 20 km östlich von Colmar und westlich von Freiburg im Breisgau. Mitten durch den Ort verläuft der Bach le Giessen. Im Osten hat Biesheim Anteil am Rheinseitenkanal mit der Île de Kembs–Neuf-Brisach. Angrenzende Gemeinden sind Kunheim im Norden, Breisach am Rhein (Deutschland) im Osten, Vogelgrun im Südosten, Volgelsheim im Süden, Wolfgantzen im Südwesten, Widensolen im Westen sowie Urschenheim im Nordwesten.

## Geschichte
Das heutige Gemeindegebiet von Biesheim ist bereits seit der gallorömischen Zeit besiedelt. Nahe der Ortschaft liegen die römische Rheintalstraße und eine bedeutende archäologische Fundstätte, die die römische Anwesenheit vom 1. bis zum 4. Jahrhundert n. Chr. belegt. Darin wurden 1977 auch Überreste eines Mithräums gefunden. Der Ortsname setzt sich zusammen aus dem fränkischen Wortstamm heim, der in etwa Domizil/Heim bedeutet und üblich für Siedlungen der Franken war, sowie Bies, wahrscheinlich der Personenname eines wohlhabenden Eigentümers in Biesheim. Die Schreibweise des Ortsnamens hat sich im Laufe der Zeit mehrfach geändert: Von Bezenesheim (erwähnt um 900 in einer Chronik von Ebersmünster) über Biessen (1643) zur heutigen Form Biesheim (seit dem 18. Jahrhundert).
1103 wurde in dem Dorf ein im Herrschaftsbereich von Cluny gelegenes Kloster gegründet. Vom 13. bis zum 16. Jahrhundert gehörte Biesheim den Habsburgern. 1507 wurde es an die Stadt Breisach verpfändet. 1638 zerstörten die Schweden Biesheim zusammen mit dem ehemaligen mittelalterlichen Dorf Oedenburg. Die Synagoge wurde 1726 niedergelegt, weil ihr Bau nicht genehmigt gewesen war. 1756 wurde das Dorf unter Vermittlung von Christoph Anton von Schauenburg (1717–1787) zusammen mit Vogelgrun und Geiswasser für 140.000 Livres an Christian Friedrich Dagobert Waldner von Freundstein veräußert. Von 1871 bis zum Ende des Ersten Weltkrieges gehörte Biesheim als Teil des Reichslandes Elsaß-Lothringen zum Deutschen Reich und war dem Kreis Colmar im Bezirk Oberelsaß zugeordnet. 1910 wurden in der Gemeinde 1275 Einwohner registriert. Im Zweiten Weltkrieg wurde die Bevölkerung nach Le Mas-d’Agenais in Aquitanien evakuiert. Nach der Besetzung durch Deutschland wurden alle verbliebenen Juden nach Südfrankreich deportiert. Laut Yad Vashem fielen 31 Juden aus Biesigheim dem Holocaust zum Opfer. Beim Kampf um den Brückenkopf Elsass wurde Biesheim stark in Mitleidenschaft gezogen, so dass insgesamt 75 % des Dorfes zerstört wurden.

### Bevölkerungsentwicklung
| Jahr                       | 1962 | 1968 | 1975 | 1982 | 1990 | 1999 | 2007 | 2020 |
| Einwohner                  | 1018 | 1148 | 1874 | 1959 | 2125 | 2315 | 2299 | 2510 |
| Quellen: Cassini und INSEE |      |      |      |      |      |      |      |      |

## Wappen
Die Blasonierung des Wappens lautet: „D'azur à la filière de gueles, au saumon d'argent posé en bande, la queue recourbée.“ (Auf blau mit rotem Bord ein schrägliegender silberner Lachs mit gebogenem Schwanz.)
Das Wappen wurde 1965 zur Erinnerung an mehrere Lachsfischer und Flurnamen in der Gemeinde (Salmengrund, Salmengrien) durch den Wappendienst des Départements Haut-Rhin erstellt.

## Sehenswürdigkeiten
Am Lieu-dit Oedenbourg sind Reste eines gallorömischen Vicus zu sehen, die seit 1989 als Monument historique eingeschrieben sind.
Zwei Museen informieren in Biesheim über die Geschichte der Region: das gallorömische Museum und das Museum der optischen Technik. Das Rathaus der Gemeinde wurde gegen Ende des Zweiten Weltkrieges niedergebrannt und 1962 auf den ehemaligen Fundamenten wiederaufgebaut. In den Jahren 1981–1982 ließ die Gemeinde Modernisierungsarbeiten durchführen, 2004–2005 wurde das Gebäude saniert und erweitert.

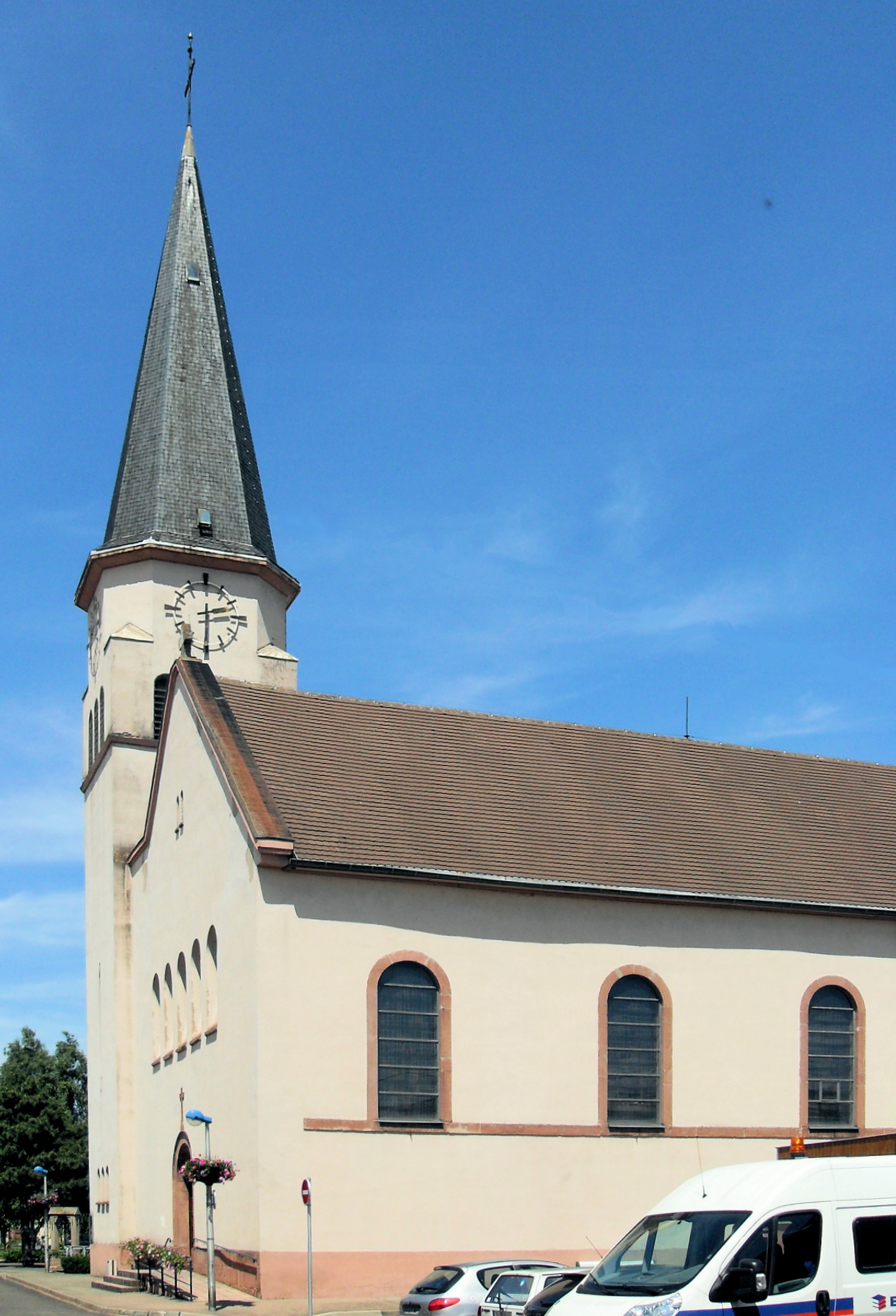
Pfarrkirche Saint-Jean-Baptiste
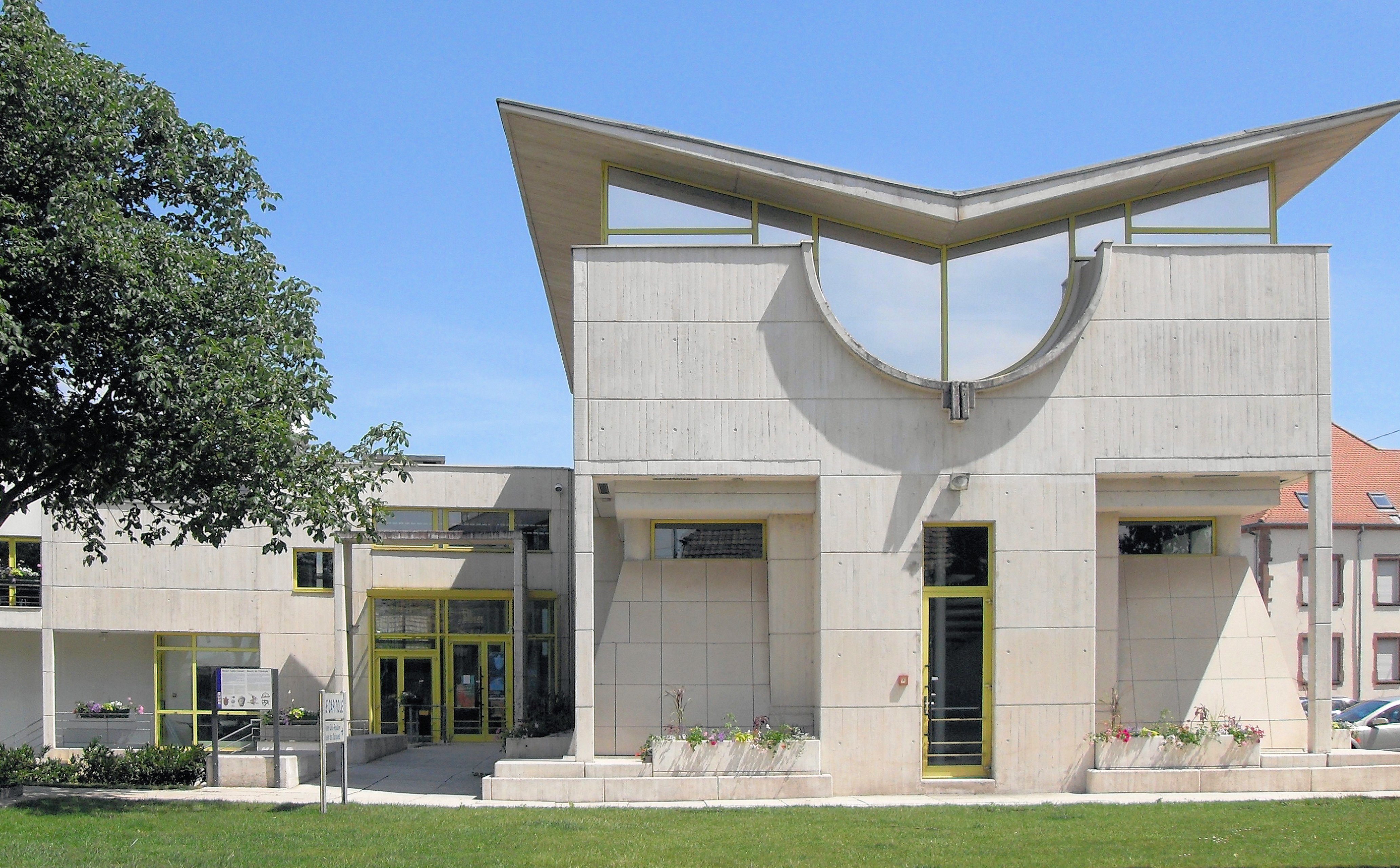
Optisches und Gallorömisches Museum
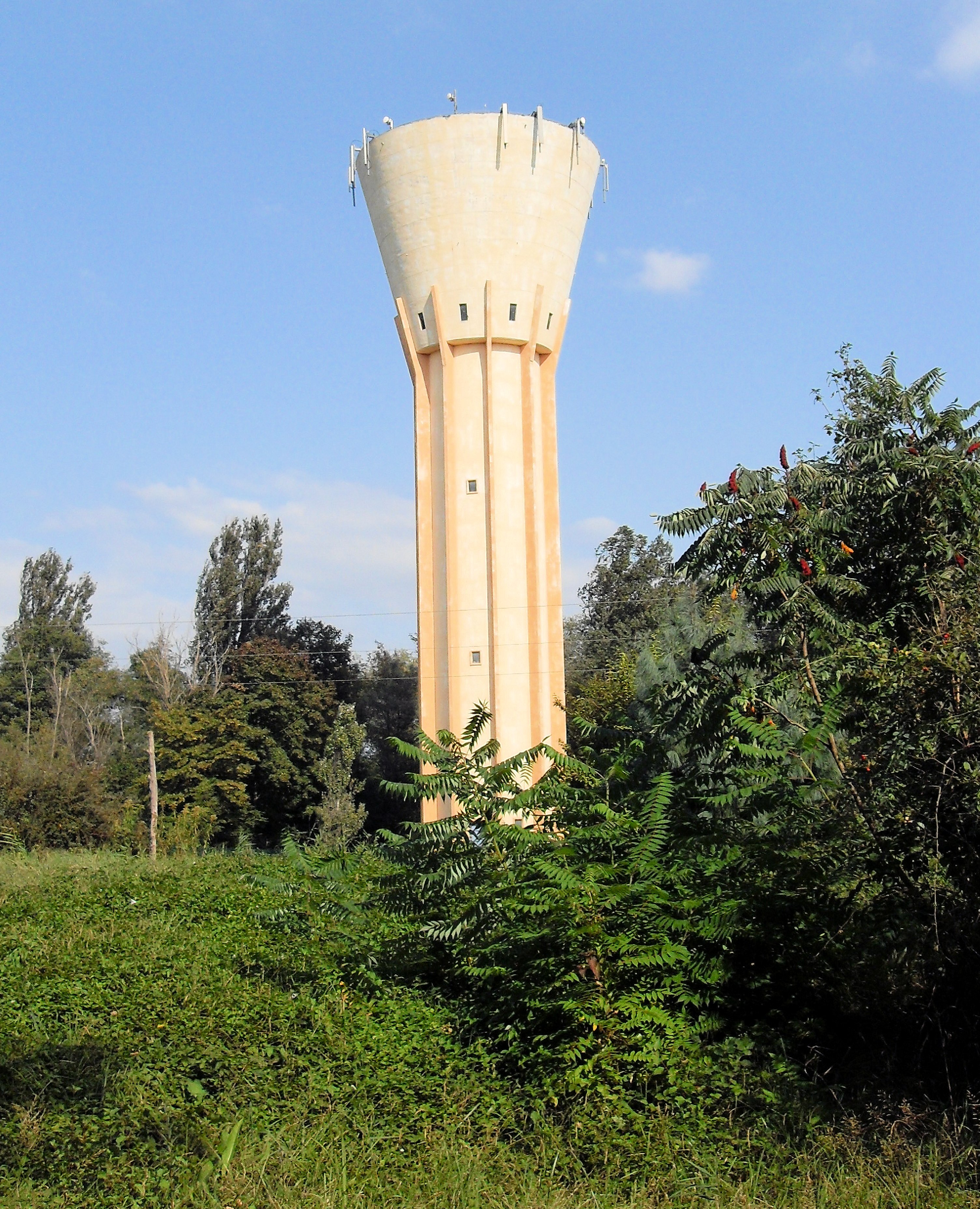
Wasserturm Biesheim

## Wirtschaft und Infrastruktur
Seit dem Bau des Rheinseitenkanals und der Einrichtung eines Gewerbegebietes in den 1960er-Jahren haben sich in der Gemeinde zahlreiche Unternehmen angesiedelt. Die bedeutendsten sind der Aluminiumverarbeiter Constellium, der Kaugummihersteller Wrigley und das Textilienunternehmen Fiberweb. Im landwirtschaftlichen Sektor gibt es einige Betriebe des Gemüse- und Weizenanbaus, der Rinder- und Schweinehaltung sowie der Geflügel- und Fischzucht. Des Weiteren ist der Tourismus mit mehreren Hotel- und Restaurantbetrieben für Biesheim von großer Bedeutung. Auf der Insel zwischen Rhein und Rheinseitenkanal befinden sich ein Yachthafen, ein Campingplatz und ein Schwimmbad.
Das Gemeindegebiet wird in Nord-Süd-Richtung von zwei Départementstraßen durchquert: Die D468 verläuft direkt westlich der Ortschaft, die D52 weiter östlich.

## Gemeindepartnerschaft
Biesheim unterhält eine Partnerschaft mit der Gemeinde Le Mas-d’Agenais im Département Lot-et-Garonne, wohin die Biesheimer Bevölkerung im Zweiten Weltkrieg evakuiert wurde.

## Sport
Die ASC Biesheim schaffte zur Saison 2023/24 den Aufstieg in die vierthöchste Fußballliga des Landes, die National 2.

## Persönlichkeiten
- Julius Leber (* 1891 in Biesheim; † 1945 in Berlin), deutscher Politiker und Widerstandskämpfer gegen den Nationalsozialismus